# Venezuela nos Jogos Olímpicos de Verão da Juventude de 2010
A Venezuela participou dos Jogos Olímpicos de Verão da Juventude de 2010 em Cingapura. Sua delegação foi composta por 21 atletas que competiram em nove esportes. O país conquistou cinco medalhas, sendo duas de prata e três de bronze.

## Medalhistas
| Medalha | Nome              | Esporte        | Evento                          | Data         |
| ------- | ----------------- | -------------- | ------------------------------- | ------------ |
| Prata   | Cristian Quintero | Natação        | 200 m livre masculino           | 16 de agosto |
| Prata   | Samuel Zapata     | Boxe           | Peso meio-médio-ligeiro (64 kg) | 25 de agosto |
| Bronze  | Genesis Rodríguez | Halterofilismo | Até 48 kg feminino              | 15 de agosto |
| Bronze  | Cristian Quintero | Natação        | 400 m livre masculino           | 15 de agosto |
| Bronze  | Fradimil Macayo   | Boxe           | Peso pena (57 kg)               | 24 de agosto |

## Boxe
| Evento                              | Atleta          | Preliminares                 | Semifinais               | Final                         | Pos. final        |
| ----------------------------------- | --------------- | ---------------------------- | ------------------------ | ----------------------------- | ----------------- |
| Peso pena (até 57 kg)               | Fradimil Macayo | CZE Jakub Chval V 15-2       | AZE Elvin Isayev D 6-10  | BUL Denislav Suslekov V 8-3*  | Medalha de bronze |
| Peso meio-médio-ligeiro (até 64 kg) | Samuel Zapata   | LCA Lyndell Marcellin V 11-0 | ARG Fabian Maidana V 4-2 | LTU Ricardas Kuncaitis D 6-12 | Medalha de prata  |

* Disputa pelo bronze.

## Desportos aquáticos

### Natação
| Evento                   | Atleta                 | Qualificação | Qualificação | Semifinais  | Semifinais   | Final       | Final             |
| Evento                   | Atleta                 | Resultado    | Posição      | Resultado   | Posição      | Resultado   | Posição           |
| ------------------------ | ---------------------- | ------------ | ------------ | ----------- | ------------ | ----------- | ----------------- |
| 100 m livre feminino     | Bieliukas Trejo Oriana | 58.90        | 25º (2º q1)  | Não avançou | Não avançou  | Não avançou | Não avançou       |
| 50 m livre masculino     | Cristian Quintero      | 23.41        | 6º (1º q1)   | 23.25       | 7º (4º sf1)  | 23.70       | 8º                |
| 100 m livre masculino    | Cristian Quintero      | 50.82        | 2º (1º q1)   | 50.55       | 3º (2º sf1)  | 50.47       | 4º                |
| 200 m livre masculino    | Cristian Quintero      | 1:50.93      | 2º (1º q1)   |             |              | 1:49.98     | Medalha de prata  |
| 400 m livre masculino    | Cristian Quintero      | 3:54.91      | 2º (1º q1)   |             |              | 3:53.44     | Medalha de bronze |
| 100 m borboleta feminino | Erika Torreallas       | 1:01.72      | 11º (1º q1)  | 1:01.78     | 12º (6º sf1) | Não avançou | Não avançou       |
| 200 m medley masculino   | Juan Sequera           | 2:06.64      | 15º (1º q1)  |             |              | Não avançou | Não avançou       |

### Saltos ornamentais
| Evento                               | Atleta              | Elims. | Elims. | Final  | Final      |
| Evento                               | Atleta              | Pontos | Pos.   | Pontos | Pos. final |
| ------------------------------------ | ------------------- | ------ | ------ | ------ | ---------- |
| Trampolim 3 m individual feminino    | Beannelys Velásquez | 342.45 | 9º     | 359.20 | 10º        |
| Trampolim 3 m individual masculino   | Robert Páez         | 452.65 | 11º    | 458.70 | 12º        |
| Plataforma 10 m individual masculino | Robert Páez         | 464.50 | 5º     | 483.20 | 5º         |

## Esgrima
| Evento                    | Atleta        | Qualificação | Qualificação | Oitavas-de-final        | Quartas-de-final   | Semifinais         | Final              | Pos. final |
| Evento                    | Atleta        | Oponente Resultado | Pos.         | Oponente Resultado      | Oponente Resultado | Oponente Resultado | Oponente Resultado | Pos. final |
| ------------------------- | ------------- | --- | ------------ | ----------------------- | ------------------ | ------------------ | ------------------ | ---------- |
| Sabre individual feminino | Maria Carreno | KOR Seo Ji-Yeon V 5-4 ITA Vittoria Ciardullo D 1-5 FRA Kenza Boudad D 2-5 EGY Mennatalla Yasser Ahmed D 4-5 RUS Yana Egorian D 3-5 | 11º          | RUS Yana Egorian D 7-15 | Não avançou        | Não avançou        | Não avançou        | 11º        |

| Evento         | Atleta                                               | Oitavas-de-final      | Quartas-de-final        | Classificação 5-8       | Disputa pelo 7º lugar         | Pos. final |
| Evento         | Atleta                                               | Oponente Resultado    | Oponente Resultado      | Oponente Resultado      | Oponente Resultado            | Pos. final |
| -------------- | ---------------------------------------------------- | --------------------- | ----------------------- | ----------------------- | ----------------------------- | ---------- |
| Equipes mistas | Maria Carreno (como integrante da equipe Américas 2) | Equipe África V 28-25 | Equipe Europa 1 D 17-30 | Equipe Europa 3 D 23-30 | Equipe Ásia-Oceania 2 V 28-27 | 7º         |

## Ginástica artística
| Atleta          | Evento                       | Qualificação | Qualificação | Final por aparelhos | Final por aparelhos | Final individual geral | Final individual geral | Final individual geral | Final individual geral | Final individual geral | Final individual geral | Final individual geral | Final individual geral | Final individual geral | Final individual geral |
| Atleta          | Evento                       | Result.      | Pos.         | Result.             | Pos.                | Barras assimétricas    | Trave                  | Solo                   | Salto                  | Cavalo com alças       | Argolas                | Barras paralelas       | Barra fixa             | Total                  | Pos.                   |
| --------------- | ---------------------------- | ------------ | ------------ | ------------------- | ------------------- | ---------------------- | ---------------------- | ---------------------- | ---------------------- | ---------------------- | ---------------------- | ---------------------- | ---------------------- | ---------------------- | ---------------------- |
| Júnior Rojo     | Solo masculino               | 13.600       | 21º          | Não avançou         | Não avançou         |                        |                        |                        |                        |                        |                        |                        |                        |                        |                        |
| Júnior Rojo     | Cavalo com alças masculino   | 11.800       | 31º          | Não avançou         | Não avançou         |                        |                        |                        |                        |                        |                        |                        |                        |                        |                        |
| Júnior Rojo     | Argolas masculino            | 13.450       | 21º          | Não avançou         | Não avançou         |                        |                        |                        |                        |                        |                        |                        |                        |                        |                        |
| Júnior Rojo     | Salto masculino              | 15.000       | 21º          | Não avançou         | Não avançou         |                        |                        |                        |                        |                        |                        |                        |                        |                        |                        |
| Júnior Rojo     | Barras paralelas masculino   | 13.350       | 17º          | Não avançou         | Não avançou         |                        |                        |                        |                        |                        |                        |                        |                        |                        |                        |
| Júnior Rojo     | Barra fixa masculino         | 12.300       | 35º          | Não avançou         | Não avançou         |                        |                        |                        |                        |                        |                        |                        |                        |                        |                        |
| Júnior Rojo     | Individual geral masculino   | 79.500       | 29º          |                     |                     |                        |                        | Não avançou            | Não avançou            | Não avançou            | Não avançou            | Não avançou            | Não avançou            | Não avançou            | Não avançou            |
| Kosthia Requena | Salto feminino               | 13.200       | 23º          | Não avançou         | Não avançou         |                        |                        |                        |                        |                        |                        |                        |                        |                        |                        |
| Kosthia Requena | Barras assimétricas feminino | 12.000       | 21º          | Não avançou         | Não avançou         |                        |                        |                        |                        |                        |                        |                        |                        |                        |                        |
| Kosthia Requena | Trave feminino               | 13.150       | 14º          | Não avançou         | Não avançou         |                        |                        |                        |                        |                        |                        |                        |                        |                        |                        |
| Kosthia Requena | Solo feminino                | 12.550       | 18º          | Não avançou         | Não avançou         |                        |                        |                        |                        |                        |                        |                        |                        |                        |                        |
| Kosthia Requena | Individual geral feminino    | 50.900       | 16º          |                     |                     | 11.150                 | 13.250                 | 12.150                 | 13.350                 |                        |                        |                        |                        | 49.900                 | 15º                    |

## Halterofilismo
| Evento              | Atleta            | Peso corporal (kg) | Arranque (kg) | Arranque (kg) | Arranque (kg) | Arranque (kg) | Arremesso (kg) | Arremesso (kg) | Arremesso (kg) | Arremesso (kg) | Total (kg) | Pos. final        |
| Evento              | Atleta            | Peso corporal (kg) | 1             | 2             | 3             | Res.          | 1              | 2              | 3              | Res.           | Total (kg) | Pos. final        |
| ------------------- | ----------------- | ------------------ | ------------- | ------------- | ------------- | ------------- | -------------- | -------------- | -------------- | -------------- | ---------- | ----------------- |
| Até 48 kg feminino  | Genesis Rodríguez | 47,57              | 67            | 70            | 71            | 71            | 81             | 83             | 87             | 83             | 154        | Medalha de bronze |
| Até 56 kg masculino | Juan Prado        | 55,85              | 98            | 98            | 100           | 100           | 118            | 118            | 123            | 118            | 218        | 6º                |

## Judô
| Evento               | Atleta       | 1ª rodada                         | 2ª rodada                      | 2ª rodada repescagem        | Final repescagem A | Disputa pelo bronze A | Pos. final |
| -------------------- | ------------ | --------------------------------- | ------------------------------ | --------------------------- | ------------------ | --------------------- | ---------- |
| Até 100 kg masculino | Pedro Pineda | ARG Bruno Abel Villalba V 021-000 | JPN Ryosuke Igarashi D 000-021 | SRB Mateja Glusac D 000-100 | Não avançou        | Não avançou           | --         |

| Evento         | Atleta                                         | 1ª rodada                   | 2ª rodada                 | Semifinais             | Final       | Pos. final        |
| -------------- | ---------------------------------------------- | --------------------------- | ------------------------- | ---------------------- | ----------- | ----------------- |
| Equipes mistas | Pedro Pineda (como integrante da equipe Cairo) | ZZX Equipe Birmingham V 5-2 | ZZX Equipe Hamilton V 4-4 | ZZX Equipe Essen D 2-5 | Não avançou | Medalha de bronze |

## Lutas
| Evento                    | Atleta       | Preliminares            | Preliminares             | Preliminares       | Preliminares | Disputa pelo bronze          | Pos. final |
| Evento                    | Atleta       | 1ª rodada               | 2ª rodada                | 3ª rodada          | Pos.         | Oponente Resultado           | Pos. final |
| Evento                    | Atleta       | Oponente Resultado      | Oponente Resultado       | Oponente Resultado | Pos.         | Oponente Resultado           | Pos. final |
| ------------------------- | ------------ | ----------------------- | ------------------------ | ------------------ | ------------ | ---------------------------- | ---------- |
| Livre até 46 kg masculino | Andri Dávila | PER Robinson Ríos V 4-0 | IRI Mehran Sheikhi D 1-3 | Folga              | 2º           | ARM Artak Hovhannisyan D 1-3 | 4º         |

| Evento                   | Atleta          | Preliminares       | Preliminares         | Preliminares          | Preliminares | Disputa pelo 5º lugar     | Pos. final |
| Evento                   | Atleta          | 1ª rodada          | 2ª rodada            | 3ª rodada             | Pos.         | Oponente Resultado        | Pos. final |
| Evento                   | Atleta          | Oponente Resultado | Oponente Resultado   | Oponente Resultado    | Pos.         | Oponente Resultado        | Pos. final |
| ------------------------ | --------------- | ------------------ | -------------------- | --------------------- | ------------ | ------------------------- | ---------- |
| Livre até 46 kg feminino | Oriannys Segura | Folga              | FIN Petra Olli D 1-3 | JPN Yu Miyahara D 1-3 | 3º           | AUS Carissa Holland V 3-0 | 5º         |

## Tênis
| Evento            | Atleta            | 1ª rodada                         | 2ª rodada                                | Quartas-de-final   | Semifinais         | Final              | Pos. final |
| Evento            | Atleta            | Oponente Resultado                | Oponente Resultado                       | Oponente Resultado | Oponente Resultado | Oponente Resultado | Pos. final |
| ----------------- | ----------------- | --------------------------------- | ---------------------------------------- | ------------------ | ------------------ | ------------------ | ---------- |
| Simples masculino | Ricardo Rodríguez | ARG Renzo Olivo V 2-0 (7-6 e 6-3) | RUS Victor Baluda D 1-2 (2-6, 6-4 e 3-6) | Não avançou        | Não avançou        | Não avançou        | --         |

| Evento           | Atleta        | 1ª rodada                                  | Torneio de consolação                        | Torneio de consolação                          | Torneio de consolação | Torneio de consolação | Pos. final |
| Evento           | Atleta        | 1ª rodada                                  | 1ª rodada                                    | Quartas-de-final                               | Semifinais            | Final                 | Pos. final |
| Evento           | Atleta        | Oponente Resultado                         | Oponente Resultado                           | Oponente Resultado                             | Oponente Resultado    | Oponente Resultado    | Pos. final |
| ---------------- | ------------- | ------------------------------------------ | -------------------------------------------- | ---------------------------------------------- | --------------------- | --------------------- | ---------- |
| Simples feminino | Adriana Pérez | THA Luksika Kumkhum D 1-2 (7-6, 2-6 e 3-6) | MAD Niriantsa Rasolomalala V 2-0 (6-4 e 6-3) | JPN Sachie Ishizu D 0-2 (1-6 e 3-6)            | Não avançou           | Não avançou           | --         |
| Simples feminino | Andrea Gámiz  | SVK Chamtal Škamlová D 0-2 (3-6 e 6-7)     | PUR Mónica Puig V 2-1 (3-6, 6-3 e 11-9)      | GER Anna-Lena Friedsom D 1-2 (2-6, 7-5 e 7-10) | Não avançou           | Não avançou           | --         |

| Evento            | Atleta                                | 1ª rodada                                                   | Quartas-de-final                                      | Semifinais                                           | Final                                                   | Pos. final |
| Evento            | Atleta                                | Oponente Resultado                                          | Oponente Resultado                                    | Oponente Resultado                                   | Oponente Resultado                                      | Pos. final |
| ----------------- | ------------------------------------- | ----------------------------------------------------------- | ----------------------------------------------------- | ---------------------------------------------------- | ------------------------------------------------------- | ---------- |
| Duplas masculinas | Ricardo Rodríguez e PAR Diego Galeano | TPE Huang Liang-chi JPN Yasutaka Uchiyama V 2-0 (6-4 e 6-4) | BRA Tiago Fernandes ARG Renzo Olivo V 2-0 (6-4 e 6-4) | GBR Oliver Golding CZE Jiři Veselý D 0-2 (3-6 e 2-6) | SVK Filip Horanský SVK Jozef Kovalík D 0-2 (5-7 e 4-6)* | 4º         |
| Duplas femininas  | Adriana Pérez e Andrea Gámiz          | SVK Jana Čepelová SVK Chantal Škamlová D 0-2 (3-6 e 6-7)    | Não avançaram                                         | Não avançaram                                        | Não avançaram                                           | --         |

* Disputa pelo bronze.

## Triatlo
| Evento               | Triatleta                                            | Natação | Transição 1 | Ciclismo | Transição 2 | Corrida | Tempo total | Pos. |
| -------------------- | ---------------------------------------------------- | ------- | ----------- | -------- | ----------- | ------- | ----------- | ---- |
| Individual feminino  | Andrea Arenas                                        | 10:14   | 0:36        | 33:40    | 0:27        | 23:52   | 1:08:49.53  | 24º  |
| Individual masculino | Carlos Peres                                         | 8:54    | 0:31        | 29:49    | 0:24        | 17:57   | 57:35.52    | 18º  |
| Revezamento          | Andrea Arenas (como integrante da equipe Américas 4) |         |             |          |             |         | 1:27:52.84  | 14º  |
| Revezamento          | Carlos Peres (como integrante da equipe Américas 3)  |         |             |          |             |         | 1:26:34.25  | 11º  |